# Dagasztás nélküli kenyér
A dagasztás nélküli kenyér a kenyérkészítés egyik gyakorlata, amikor a sikérváz hálójának kialakítása nem dagasztással, hanem hosszas érleléssel (kelesztéssel) történik. Jellemző rá az alacsony élesztőtartalom és a folyósan nedves tészta. Egyes receptek zárt edényben sütést javasolnak a megfelelő állag eléréséhez.

## Története
A dagasztás nélküli metódus egyidős lehet a kenyérkészítéssel. A legrégebben megjelent recept Eliza Smith 1739-es szakácskönyvében, a "The Compleat Housewife"-ban található.
Modern-kori popularitása egy New York-i péktől, Jim Lahey-től indult, aki a Sullivan Street Bakery tulajdonosaként kezdte használni és tette népszerűvé Manhattanben. Az ő módszeréről írt cikket a New York Times újságírója Mark Bittman 2006-ban, ami után világhódító útjára indult a recept.

## Recept és metódus
- 400g liszt
- 1g szárított élesztő
- 10g só
- 300g víz

A módszer lényege, hogy az összetevők gyors összekeverése után a manapság szokásosnál jóval hosszabb ideig, 18-24 óráig hagyják a tésztát kelni és összeérni. Eközben a buborékok körül a sikér megnyúlik, a keményítő és cukor egy része megerjed, ami levegős szerkezetet és kovászhoz hasonló ízt kölcsönöz a kenyérnek. Az érlelt tészta négy oldalát lisztezett deszkán az ellentétes oldalra hajtják, majd egy liszttel, búzadarával, vagy kukoricaliszttel bőségesen megszórt kendőre helyezik a hajtogatott oldallal lefelé és felülről is bőségesen megszórják ugyan azzal. További két óra kelesztés után, legalább 250-300 °C-ra előmelegített sütőben felforrósított zománcozott öntöttvas lábosba fordítják úgy, hogy a hajtogatott fele kerüljön felülre, majd 20-30 percig sütik lefedve. Ezután a fedőt levéve további 15-25 percig sütik, amíg a gesztenyebarna színt el nem éri. Rövid pihentetés után, a lábasból kivéve, egy rácson hagyják kihűlni.
A sütési próbák azt mutatták, hogy a hosszabb érlelés jobb állagot és mélyebb ízeket eredményez. Az alacsony élesztőmennyiség miatt a kenyérnek nincs átható élesztőíze, mint az ipari termékeknek. A bekövetkező erjedés miatt sokkal inkább a kovászos kenyerekre jellemző komplex ízek érezhetők a készterméken. A 75%-os víztartalom miatt, a zárt edényben kialakuló gőzben a kenyér könnyű, laza szerkezetű lesz, nagy buborékokkal, hasonlatosan a kézműves péktermékekhez.